# مازيراتي جيبلي
مازيراتي جيبلي (بالإنجليزية: Maserati Ghibli)‏هي سيارة يتم انتاجها من قبل شركة مازيراتي .